# Пасічник Володимир Михайлович
Пасічник Володимир Михайлович (24 серпня 1935 — 3 листопада 2013) — український громадський діяч.

## Біографія
Народився 24 серпня 1935 року на Львівщині  в селі Попівці Підкамінського (нині Бродівського) району. З 1957 р. жив у Люботині. У 1993 р. закінчив Харківський державний університет ім. Каразіна.
Наприкінці 90-х років і на початку ХХІ століття працював проректором Інституту сходознавства і міжнародних відносин «Харківський колегіум».
Помер 3 листопада 2013 року у м. Харкові.

## Громадська діяльність
Володимир Пасічник — один із засновників Народного Руху України та його очільник на Харківщині з 1990 по 1993 рік, до 2009 року голова громадської організації Харківської крайової організації Народного Руху.
Заснував також на Харківщині Харківську групу Української Гельсінської Спілки, обласну організацію Товариства української мови ім. Т. Шевченка.
Був ініціатором і організатором встановлення у Харкові першого в Україні Хреста жертвам Голодомору (1990 р.), Пам'ятного знаку, встановленого на честь проголошення Декларації про суверенітет (1990 р.) та Пам'ятний знак Української Повстанської Армії (1992 р.).
Автор багатьох ліричних, патріотичних, філософських поезій, поем; частина з яких була опублікована в збірці поезій «Святе письмо поезії», Харків, «Майдан» — 2012 р.
Автор багатьох публіцистичних виступів у ЗМІ, на радіо й телебаченні, публікацій у періодичних виданнях, де виступав з різних актуальних питань державного будівництва та громадсько-політичних проблем.

## Нагороди
- Орден «За заслуги» III ступеня[2]
- Подяка Президента України.